# Daria Piżankowa
Daria Piżankowa, ukr. Дар'я Піжaнкoвa (ur. 9 stycznia 1990) – ukraińska lekkoatletka specjalizująca się w biegach sprinterskich.
W 2011 podczas mistrzostw Europy młodzieżowców zdobyła srebrny medal w biegu na 100 metrów oraz wygrała bieg na 200 metrów i sztafetę 4 x 100 metrów jednak wszystkie te medale zostały jej zabrane wskutek wykrycia u biegaczki środków dopingowych.
Rekordy życiowe: bieg na 60 metrów (hala) – 7,40 (29 stycznia 2011, Biełgorod); bieg na 100 metrów – 11,35 (30 maja 2011, Jałta); bieg na 200 metrów – 22,91 (31 maja 2011, Jałta).